# Thomas Baumgärtel

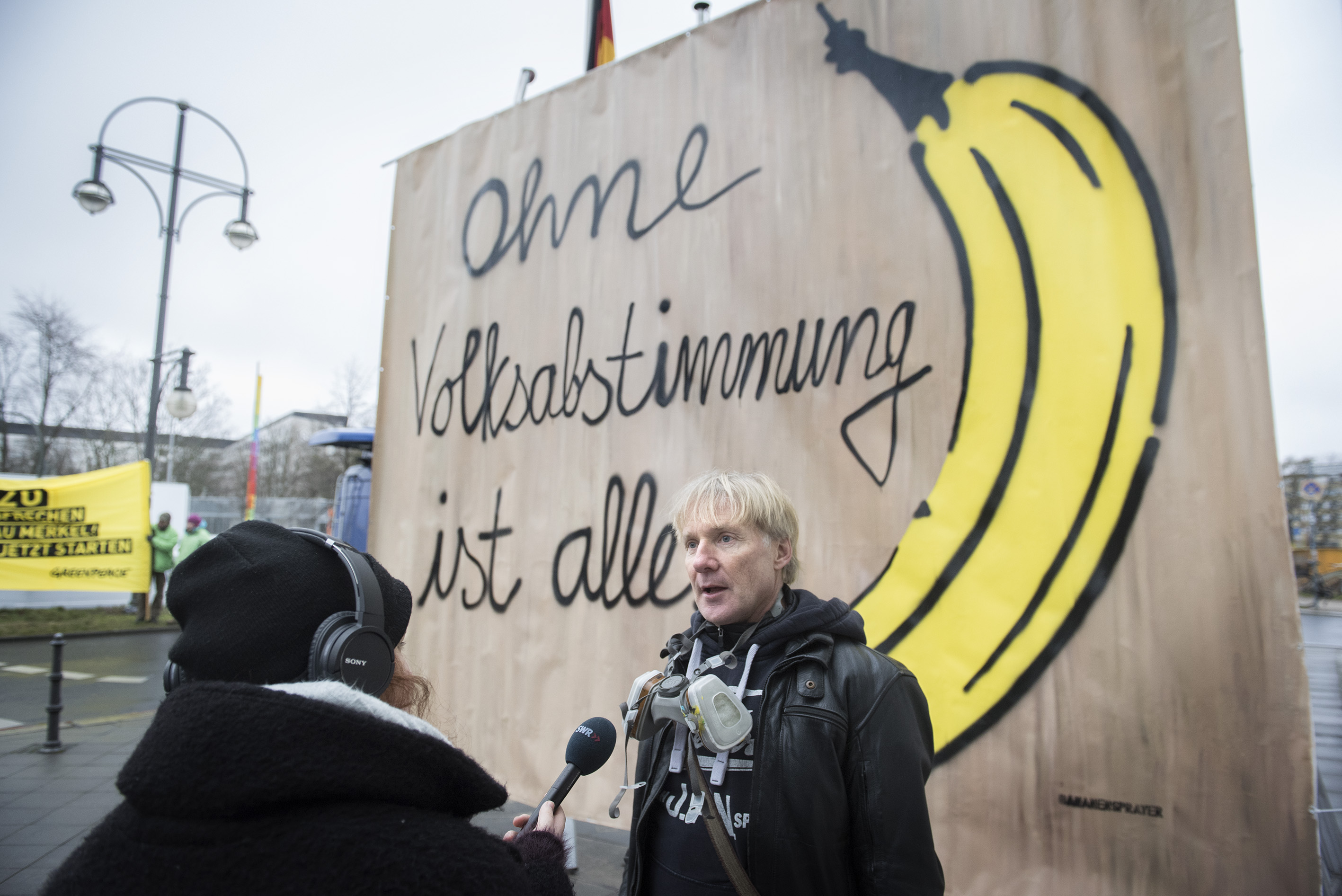
'Bez referendum wszystko jest bananem'

Thomas Baumgärtel, Bananasprayer, ur. 1960 r. w Rheinbergu – niemiecki malarz graficiarz wykorzystujący szablony, malujący głównie banany. 25 kwietnia 2022 r. namalował w Kolonii Władimira Putina w stroju więźnia z czapką-bananem.

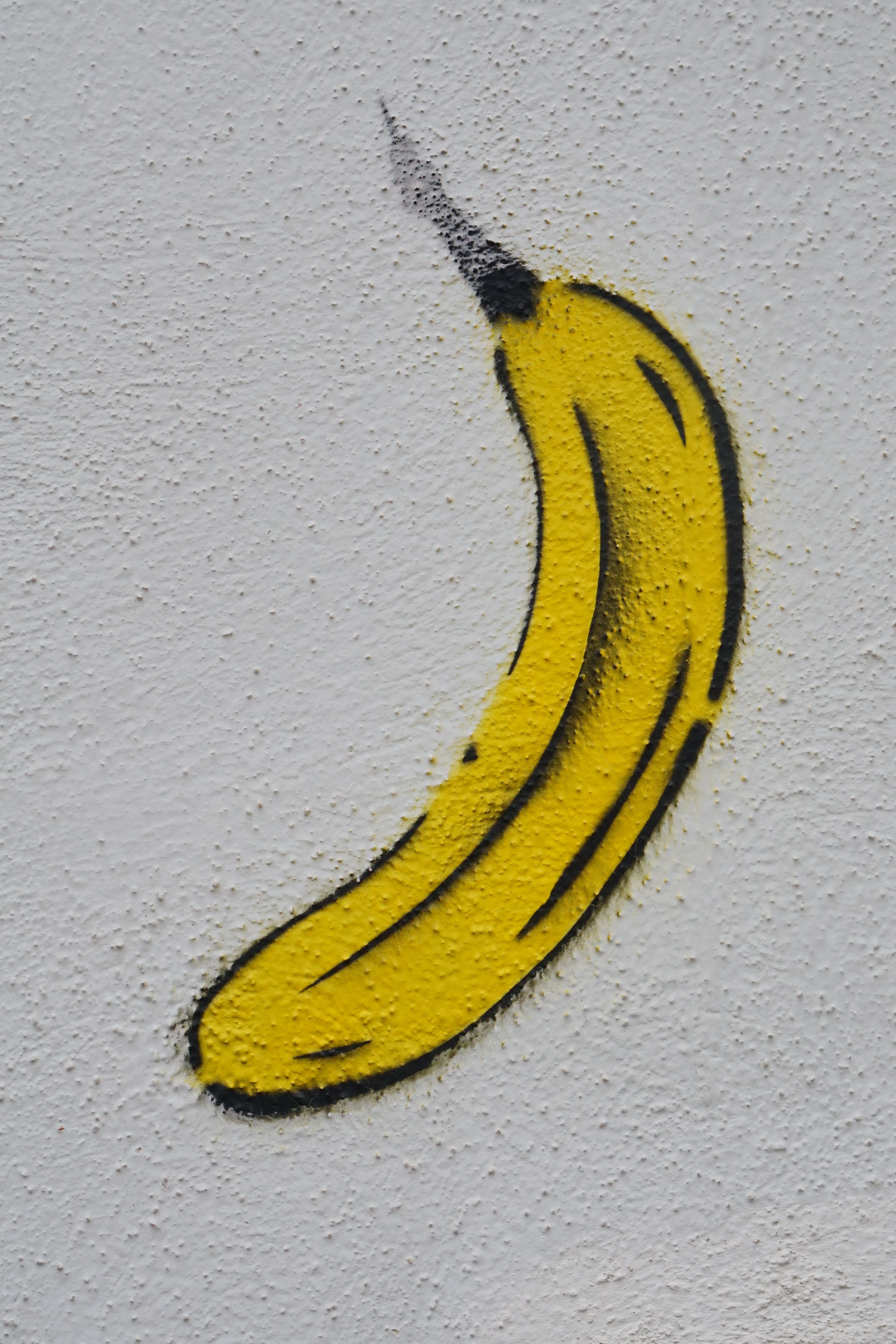
Banan na Miejskiej Galerii w Böblingen

W Kirchheimbolanden namalował prawdopodobnie największy banan świata.